# Zwei Schwestern (SOKO Leipzig)
Zwei Schwestern ist eine 90-minütige Spielfilm-Episode der Krimiserie SOKO Leipzig. Die Erstausstrahlung fand am 19. September 2014 im ZDF statt.
Die Episode knüpft an die Handlung und Geschehnisse der Polizeiruf-110-Episode Zwei Schwestern von 1987 an und setzt diese fort. Dabei werden Ausschnitte der damaligen Episode gezeigt, in welcher Andreas Schmidt-Schaller, der in SOKO Leipzig den Kriminalhauptkommissar Hans-Joachim „Hajo“ Trautzschke verkörpert, als Leutnant Thomas Grawe mitgewirkt hat.
Bei der Produktion der Episode wurde diese in zwei ca. 45-minütige Teile geschnitten, welche bei der Erstausstrahlung zusammenhängend ausgestrahlt wurden.

## Handlung
In einem Leipziger Auktionshaus findet während einer Versteigerung ein Überfall statt. Dabei wird der Kunde Ludwig Cromme erschossen, und die maskierten Räuber flüchten mit mehreren Porzellanfiguren.
Bei der Untersuchung des Tatortes stellt Kriminalhauptkommissar Hajo Trautzschke fest, dass er Angelika und Beate Bernert, die Besitzerinnen des Auktionshauses, aus einem 27 Jahre zurückliegenden Fall kennt. Dabei hatte die ältere Schwester Angelika 1987 versucht, ihre jüngere Schwester Beate, deren Verlobten Jochen und sich selbst bei einem erweiterten Selbstmordversuch zu töten. Jochen starb, doch die Schwestern überlebten; allerdings ist Beate Bernert seitdem querschnittsgelähmt. Trautzschke ist es damals nicht gelungen, Angelika Bernert die Tat nachzuweisen, da Beate Bernert vor Gericht aussagte, ihr Verlobter Jochen Henning habe den Unfall verursacht. Doch der Ermittler ist sich sicher, dass es sich dabei um eine Falschaussage handelte.
Dem SOKO-Team gelingt es, den Fluchtwagen zu identifizieren, und sie stoßen somit auf zwei Tatverdächtige, die sich gegenseitig ein Alibi geben, doch bei der Gegenüberstellung können Beate und Angelika Bernert die Täter nicht identifizieren. Erneut glaubt Trautzschke den Schwestern nicht und ist entschlossen, den damaligen und den jetzigen Fall zu lösen. Es stellt sich heraus, dass einer der tatverdächtigen Vösskamp-Brüder einen One-Night-Stand mit Ulrike Bernert, der Tochter von Angelika Bernert, hatte, aber die Ermittler können anhand der Indizien nicht anders, als die vermeintlichen Räuber gehen zu lassen.
Als einen Tag später die Witwe des Mordopfers vom Überfall ebenfalls überfallen und ausgeraubt wird, ist sich das Team um Trautzschke sicher, dass es die Täter auf eine rote Akte aus DDR-Zeiten abgesehen haben und die Schwestern involviert sein müssen. Wenig später findet eine Geldübergabe statt, bei der Angelika Bernert von einem der Täter die rote Akte übergeben bekommt, doch da sie nicht das geforderte Geld hat, werden sie und die schwangere Freundin ihres Adoptivsohnes, Julia Wilting, beschossen. Als die Ermittler Hajo Trautzschke und Ina Zimmermann am Ort der Übergabe ankommen, erschießt der Kriminalhauptkommissar den Täter aus Notwehr. Die Ermittler können aber die mysteriöse Akte nicht finden, da Julia Wilting diese eingesteckt hat.
Kurz darauf wird die Leiche von Julia Wilting gefunden. Während Tom Kowalski und Jan Maybach die Wohnung der Toten durchsuchen wollen, treffen sie auf ihren polnischen Verlobten Micha Lewandowicz. Es wird klar, dass die studierte Kunsthistorikerin ein Doppelleben geführt hat. Neben ihrem Studium hatte sie als VIP-Escort-Dame gearbeitet und ihre Schwangerschaft hatte sie vorgetäuscht. Während der erneuten Befragung der Schwestern behaupten diese, von ihrem toten Kunden wegen einer Grundbuchakte, eben jener Verschwundenen, erpresst worden zu sein. Doch Trautzschke und sein Team stoßen erneut auf Ungereimtheiten, da rote Akten zu DDR-Zeiten nur vom Adoptionsamt verwendet wurden.
Bei ihren Nachforschungen geraten die Ermittlern am Ende auf die Spur eines Familiengeheimnisses. Es stellt sich heraus, dass Philip Bernert in Wirklichkeit der Sohn von Angelika Bernert ist, welche diesen nach dem erweiterten Suizidversuch als Schweigegeld an ihre Schwester abgeben musste. Damit er und seine leibliche Schwester Ulrike Bernert keine gemeinsame Beziehung eingehen, engagierten die Bernert-Schwestern Julia Wilting, um Philip von Ulrike abzulenken, und Ulrike sollte nach Paris gehen. Als Philip Bernert einen Brief seiner leiblichen Mutter, in dem sie ihm alles gesteht, erhält, entführt er seine Adoptivmutter und fährt mit ihr zu der Brücke, an der sich vor 27 Jahren der Unfall der Schwestern und Beate Bernerts Verlobten ereignet hat, und steuert auf den Brückenpfeiler zu. Kurz vor dem Aufprall stoppt er jedoch den Wagen.

## Besetzung

### Hauptdarsteller
| Schauspieler             | Rollenname                      | Dienstgrad              |
| ------------------------ | ------------------------------- | ----------------------- |
| Andreas Schmidt-Schaller | Hans-Joachim „Hajo“ Trautzschke | Kriminalhauptkommissar  |
| Marco Girnth             | Jan Maybach                     | Kriminaloberkommissar   |
| Melanie Marschke         | Ina Zimmermann                  | Kriminaloberkommissarin |
| Steffen Schroeder        | Tom Kowalski                    | Kriminaloberkommissar   |

### Nebendarsteller
| Schauspieler     | Rollenname             | Rolle                                                 |
| ---------------- | ---------------------- | ----------------------------------------------------- |
| Caroline Scholze | Leni Maybach           | Tochter von Hajo Trautzschke; Ehefrau von Jan Maybach |
| Nilam Farooq     | Olivia Fareedi         | Assistentin                                           |
| Anna Stieblich   | Prof. Dr. Sabine Rossi | Rechtsmedizinerin                                     |
| Daniel Steiner   | Lorenz Rettig          | Laborant                                              |

### Episodendarsteller
| Schauspieler        | Rollenname        |
| ------------------- | ----------------- |
| Therese Hämer       | Beate Bernert     |
| Eleonore Weisgerber | Angelika Bernert  |
| René Döring         | Ludwig Cromme     |
| Sebastian Achilles  | Gregor Vösskamp   |
| Anton Spieker       | Dennis Vösskamp   |
| Oliver Konietzny    | Philip Bernert    |
| Heike Warmuth       | Ulrike Bernert    |
| Lore Richter        | Julia Wilting     |
| Charlotte Crome     | Birgit Cromme     |
| Kristof Gerega      | Micha Lewandowicz |

## Rezeption

### Kritiken
„Der Krimi selbst nimmt sich viel vor. Action-betonte Einlagen betonen die körperlichen Qualitäten von Trautzke-Schwiegersohn Jan Maybach (Marco Girnth). Die Auktionshaus-Story erzählt davon, dass es auch im Osten ein gut bürgerliches Milieu gibt. Der Blick in die Vergangenheit bedient ein historisch interessiertes Publikum. Im Mittelpunkt aber steht ein Frauenhaushalt, der auf verhängnisvolle Weise von Rollstuhl-Fahrerin Beate dominiert wird. Sie scheint ihre Familie – der Psycho-Aspekt des Krimis – nach Belieben zu manipulieren. Aber warum?
Das sind selbst für 90 Minuten viele Aspekte. Zu viele Aspekte. Der Krimi verrennt sich. Am Ende kann er nur bedingt halten, was er am Anfang versprach.“

„Wer nicht aufpasst, kann obendrein schnell den Überblick in dem ausufernden Personengeflecht einer etwas verworrenen Geschichte verlieren, die am Ende aber in aller Konsequenz zu sich zurück findet.“

### Einschaltquoten
Die Erstausstrahlung am 19. September 2014 verfolgten insgesamt 5,09 Millionen Zuschauer, was einem Marktanteil von 19,3 Prozent entsprach. Bei den jüngeren Zuschauern zwischen 14 und 49 Jahren schalteten 0,87 Millionen (8,6 Prozent Marktanteil) ein.